# Рибас, Юрий Михайлович
Ю́рий Миха́йлович Ри́бас (укр. Ры́бас) (1914—1964) — советский учёный, один из основоположников создания искробезопасного и взрывозащищённого электрооборудования для предприятий угольной промышленности.

## Биография
Родился 12 (25 апреля) 1914 года в селе Старые Санжары (ныне Полтавская область, Украина) в семье телеграфиста.
Окончил семилетнюю школу, затем рабочий факультет при Полтавском институте инженеров сельского строительства (ныне — Полтавский национальный технический университет имени Ю. Кондратюка) и три курса заочного института радиоинженеров.
В 1931 году назначен начальником радиоузла Народного комиссариата связи в Боково-Антрацит (Луганская область).
В феврале 1933 года переехал в Красный Луч, где продолжил работу в районном радиоузле Наркомата связи в должности старшего радиотехника.
В 1934 году назначен начальником радиопередающей станции Наркомата угольной промышленности треста «Донбассантрацит».
В августе 1939 года переехал в Макеевку (Сталинская область) и начал работу в МакНИИ в должности техника станции электрооборудования.
Принимал непосредственное участие в научных исследованиях МакНИИ с целью разработки искробезопасного горно-шахтного оборудования.
Является разработчиком первой в истории угольной промышленности СССР искробезопасной сигнализации при помощи одного провода (1939).
В декабре 1940 года назначен на должность младшего научного сотрудника МакНИИ.
В 1941 году, после начала Великой Отечественной войны, в составе бригады сотрудников МакНИИ участвовал в эвакуации института в Кузбасс. Попытка уйти добровольцем в армию оказалась безуспешной из-за плохого зрения.
В 1941 году принят кандидатом, а в 1942 году — в члены ВКП(б).
В 1943 году стал членом научного совета МакНИИ.
После освобождения Донбасса и возвращения института в Макеевку принимал активное участие в восстановлении разрушенных шахт. Изобрёл способ восстановления трансформаторов, электродвигателей и электрокабелей, остававшихся в затопленных горных выработках, чем значительно увеличил скорость и снизил стоимость восстановительных работ.
В 1943 году назначен на должность старшего научного сотрудника станции электрооборудования. Периодически исполнял обязанности начальника станции.
В 1946 году получил авторское свидетельство на конструкцию нового типа электроламп для применения во взрывоопасной среде (взрывозащищенные люминесцентные лампы, так называемого «дневного света»), что стало революционным изобретением в горном деле.

«Первую партию ламп дневного света Рыбас привёз на шахту „София“… По забою разлился мягкий свет, силой и яркостью напоминающий дневной. Шахтёры удивлённо разглядывали друг друга, словно оказались на поверхности. На пласте стали видны прослойки, извилины колчедана. Забойщики, оставив „аккумуляторки“ и всё ещё с недоверием поглядывая на лампы, принялись быстро нагружать уголь на конвейер.
Крепильщики яснее видели свои погрешности, уверенно подбивали стойки, быстро крепили за врубмашиной. К Рыбасу подошёл начальник участка и пожал ему руку:

— Спасибо. Это настоящий свет шахтёра.

— Это наш подарок горнякам, — ответил Юрий Михайлович, продолжая наблюдения».

— «Свет шахтёра». Газета «Сталинское племя», Киев — 1949
На основании многочисленных научных исследований Ю. М. Рибасом, совместно с Абрамом Марковичем Котлярским, И. И. Бодиенко и Петром Фёдоровичем Ковалёвым (учёные МакНИИ), сформулированы основополагающие принципы взрывобезопасности рудничного электрооборудования и дано обоснование:
- взрывозащитного действия и параметров щелевой взрывозащиты электрооборудования;
- опережающего отключения электротока и его автоматического отключения;
- критериев взрывобезопасности шахтных светильников;
- электродетонаторов и взрывных приборов;
- различных электроцепей;
- методов контрольных испытаний электрооборудования на взрывобезопасность.

В 1949 году перешёл на работу в Донецкий угольный институт (ДонУГИ) на должность заведующего лабораторией.
В 1958 году приступил к работе во вновь созданном проектно-конструкторском институте «Гипронисэлектрошахт» (Донецк).
Является одним из основателей отдела взрывобезопасности в Украинском научно-исследовательском, проектно-конструкторском и технологическом институте взрывозащищенного и рудничного электрооборудования (УкрНИИВЭ).
Является создателем научной школы по испытаниям и сертификации взрывозащищённого электрооборудования химической, нефтяной, газовой, нефтеперерабатывающей и других отраслей промышленности.
Впервые в СССР разработал экспериментальные установки для исследований скоростных процессов горения и взрывопередачи через фланцевые соединения с фиксацией этих процессов на киноплёнку.
Является одним из разработчиков «Правил изготовления взрывозащищенного и рудничного электрооборудования» (ОАА.684.053-67).
Автор нескольких десятков изобретений.
Скончался 16 мая 1964 года. Похоронен в Старобельске (Луганская область).

## Награды и премии
- Сталинская премия третьей степени (1949) — за разработку и внедрение в угольную промышленность нового типа ламп
- медали

## Семья
- сын — Святослав Юрьевич Рыбас, писатель[3].
- брат — Тарас Михайлович Рыбас, советский писатель.

## Память
Об изобретении Ю. М. Рыбасом рудничных электроламп дневного света говорится в книге А. Антрушкина «Рассказы о русской технике» — М. : «Молодая гвардия», 1950.

## Основные научные публикации
- Ковалёв П. Ф., Рибас, Ю. М. Изоляция электрических машин, находившихся длительное время в шахтной воде// Уголь, 1945, №?, С. 30-33
- Рибас, Ю. М., Завертнев В. И. Ламповое хозяйство угольных шахт.
- Рибас Ю. М., Арнополин А. Г. и др. Взрывозащищенное электрооборудование. — М.: «Недра», 1964.
- Рибас Ю. М. Сравнительная классификация взрывоопасных смесей и маркировка взрывозащищенного электрооборудования// Промышленная энергетика № 5, 1963.
- Хорунжий В. А., Рибас Ю. М., Недосеков С. С. Взрывозащищенное электрооборудование. — Госэнергоиздат, 1962.
- Хорунжий В. А., Рибас Ю. М., Аккерман Ф. А., Арнополин А. Г., Пятецкий Г. Ю. Рудничное взрывобезопасное электрооборудование. — М. : «Недра», 1964.